# Vic Cautereels
Vic Cautereels is een Belgische ontwerper. Hij studeerde productontwikkeling aan de Hogeschool te Antwerpen van 197 tot 1981. Hij startte onmiddellijk bij Tupperware België waar hij verantwoordelijk was voor de ontwerpen van de producten voor Afrika, Europa en het Midden-Oosten.
Vele ontwerpen vielen in de prijzen onder andere red dot awards. Hij stopte in januari 2006 bij Tupperware en werkte nog bij deSter als verantwoordelijke voor de designafdeling.
Hij studeerde management aan het Rollins College (Florida, USA) in 1999.
Sinds 2009 is hij docent in de Design Academy Eindhoven en momenteel ook designexpert voor Delhi 2050.

## Realisaties
Werk van hem is te bewonderen in het Design Museum Gent.

## Eerbetoon
Doorheen de jaren ontvingen zijn ontwerpen meerdere red dot prijzen. Onder andere in 1999 en 2003